# Die Reise nach dem Glück

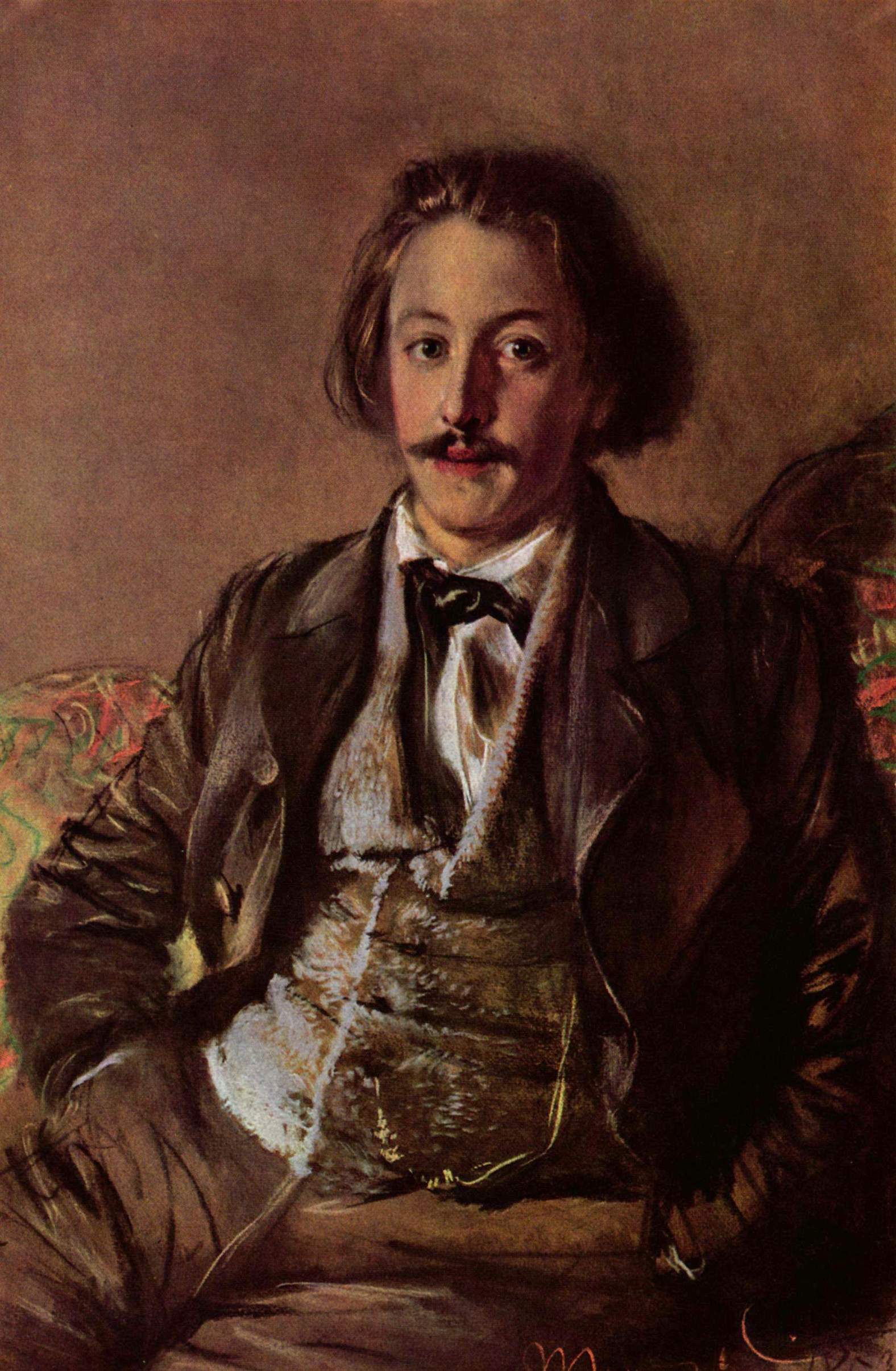
Paul Heyse auf einem Gemälde von Adolph Menzel anno 1853

Die Reise nach dem Glück ist eine Novelle des deutschen Nobelpreisträgers für Literatur Paul Heyse aus dem Jahr 1864.
Die Angst der Jungfrau vor dem vorehelichen Beischlaf wird thematisiert. Paul Heyse umschreibt diese Phobie mit Bewahrung der jungfräulichen Tugend.

## Inhalt
Der 28-jährige namenlose Hüttenwerksbesitzer aus Franken übernachtet auf der Brautfahrt nach Linz in einem Regensburger Gasthof und kommt dort mit dem 29-jährigen Zimmermädchen Madeleine, Lena genannt, ins Gespräch.
Lenas deutscher Vater, Kantor und Lehrer an einer Bürgerschule, hatte seine spätere französische Ehefrau Madeleine, eine arme junge Näherin, während des „Völkerkrieges gegen Napoleon“ in Frankreich kennengelernt und mit zurück an den Rhein genommen. Lena verlor die Mutter als Einjährige und den Vater als 21-Jährige. In seiner Todesstunde hatte der Vater dem Mädchen ans Herz gelegt, sie solle tugendhaft bleiben und auf ihre Ehre halten. Lena war bei einer Adligen, der Gattin eines wohlhabenden Bürgerlichen, als Kammerjungfer untergekommen. Zu Weihnachten war Gaston, der Sohn des Hauses, heimgekommen, hatte sich Hals über Kopf in die schöne Lena verliebt und dem Mädchen als Zeichen seiner Verbundenheit einen kleinen goldenen Ring geschenkt. Als Gaston die zeitweilige Abwesenheit der Familie für ein Tête-à-Tête nutzen wollte, hatte Lena ihre Kammertür abgeriegelt. Der verzweifelte Gaston hatte sich darauf draußen im Wald auf vereistem Fahrweg zu Tode gestürzt. Als „verworfene Person, die den Unglücklichen in ihr Netz gelockt“ hatte, wird Lena aus dem Hause gejagt.
In einer Residenzstadt hatte Lena sodann als Näherin ihr Auskommen gefunden. Ein Verwandter ihrer Hausleute hatte schriftlich um Lena angehalten. Das Mädchen hatte bejaht. Die bis dato freundliche Hausfrau hatte Lena auf einmal eine Heuchlerin gescholten und Lenas halbherziger Bräutigam hatte den Verlobungsring zurückverlangt. Lena hatte ihre Tugend unbeschädigt in einen großen Gasthof mitgenommen und dort das Silber und Leinenzeug verwaltet. An Bewerbern hatte es nicht gefehlt. Keiner ihrer Bewerber hatte jemals ihr Jawort zu hören bekommen. Sogar ein bildschöner, ritterlicher junger Prinz, inkognito unterwegs, war abgeblitzt worden. Denn Lena hatte immer wieder das Klopfen Gastons an jener verriegelten Kammertür gehört und laut gefragt: ‚Wer ist da?‘ Über fünf Jahre war das so gegangen. Nun war Lena in Regensburg angekommen und hatte den Antrag ihres bejahrten Arbeitgebers, des Gastwirts, abgelehnt.
Der junge Hüttenwerksbesitzer aus Franken hört sich Lenas Lebensgeschichte an, sucht ein Mittel gegen Lenas Trauma seit dem Verlust Gastons, erkennt – da hilft weder Vernünfteln noch gutes Zureden und hat die Lösung: Heilung könnte „nur ein wirkliches volles Glück“ bringen. Lena gibt dem jungen Mann das Jawort. Bis zur Verwirklichung seiner guten Idee von der Heirat muss der Bräutigam noch zwei Hindernisse überwinden. Erstens, Lena traut ihrem neuen unverhofften Glück nicht. Was wird die Mutter des Hüttenwerksbesitzers sagen? Der junge Mann eilt darauf nach Franken und holt den Segen der Mutter ein. Zweitens, als der Bräutigam naht, stürzt sich die Braut in die Donau, weil sie Gaston immer noch klopfen hört. Lena verliert den kleinen goldenen Ring und somit die Angst vor dem Klopfen. Die Braut im Fluss wird vor dem Ertrinken gerettet. Auf ihrer Reise nach dem Glück sind Mann und Frau endlich gut angekommen.

## Zitate
- Lena über die
  - Fehler ihres Lebens: „Wenn einem nicht das eigene Herz den Weg weist, läuft man immer in die Irre.“[1]
  - Leute: „… was fremde Menschen denken und sagen, was haben wir davon?“[2]
  - alleinerziehende Mutter: „Es gibt mehr Kinder in der Welt, die keinen Vater haben. Aber wenn sie eine Mutter haben, die ist doch nicht mutterseelenallein in der Welt, und wenn das Gerede der Leute ihr nahe kommt, kann sie sich doch trösten, daß sie ein Wesen besitzt, … das sie auf dem Schoß halten kann …“[3]

## Rezeption
- 1965: Erler verallgemeinert: „In immer neuen Variationen hat er [Paul Heyse] jene sittlichen Fragen an erotischen Stoffen erörtert, … “.[4] Etliche seiner Erzählungen ließen sich unter seinem Novellentitel Die Reise nach dem Glück vereinigen.

### Ausgaben
- Die Reise nach dem Glück S. 87–145 in: Paul Heyse: Andrea Delfin und andere Novellen. bb-Reihe Nr. 167. 213 Seiten. Aufbau-Verlag, Berlin 1966 (1. Aufl.) – Verwendete Ausgabe

### Sekundärliteratur
- Paul Heyse: Das Mädchen von Treppi. Mit einem Nachwort von Gotthard Erler. 512 Seiten. Buchverlag Der Morgen, Berlin 1965 (1. Aufl.)